# Цівільськ (селище)
Ціві́льськ (рос. Цивильск, чув. Ҫӗрпӳ станцийӗ) — селище у складі Цівільського району Чувашії, Росія. Входить до складу Михайловського сільського поселення.
Населення — 38 осіб (2010; 58 у 2002).
Національний склад:
- чуваші — 93 %